# رودولف کونیگ
 رودولف کونیگ (آلمانی: Rudolf Koenig؛ زاده ۲۶ نوامبر ۱۸۳۲ درگذشته ۲ اکتبر ۱۹۰۱) یک دانشمند اهل آلمان بود. 